# SS Bremen (1928)
SS Bremen je bil nemški potniški prekooceanski parnik, zgrajen za družbo Norddeutscher Llyold (NDL). Opravljal je čezatlantsko pot med Evropo in ZDA. Bremen je bil znan po svoji žarni konstrukciji premca, hitrih motorjih in nizkem racionaliziranem profilu. V času njene gradnje sta bila Bremen in njena sestrska ladja SS Europa dve najbolj napredni oceanski linijski hitri parni ladji. Nemčija je sprožila mednarodno tekmovanje v gradnji velikih, hitrih in razkošnih oceanskih ladij, ki so bile še pred prvo svetovno vojno nacionalni simboli in točke prestiža. Bremen je osvojil prestižni modri trak in je bila tudi četrta ladja družbe NDL z imenom Bremen. 

## Zgodovina
Bremen in njena sestrska ladja Europa sta bili načrtovani tako, da sta med plovbo lahko dosegli hitrost do 27,5 kn (50,9 km/h), kar jima je omogočilo, da sta Atlantik lahko prepluli v petih dneh. Ta hitrost je družbi Norddeutscher Lloyd omogočila redne tedenske plovbe z dvema ladjama, kar je običajno zahtevalo tri ladje. Trdili so, da je Bremen med svojimi testiranji na morju dosegel hitrost celo 32 kn (59 km/h).

## Gradnja ladje in tehnični podatki
Bremen je bil zgrajen v ladjedelnici Deutsche Schiff-und Maschinenbau. Ladja je bila zgrajena iz 7.000 ton visoko trdnega jekla 52 kg / mm² (500 N / mm²), kar je na konstrukciji prihranilo približno 800 ton teže. Bila je tudi prva komercialna ladja, ki je bila načrtovana s premcem v obliki čebule, čeprav so se na prejšnjih trgovskih ladjah pojavljali premci različnih vrst, kot je SS Malolo iz leta 1926. Bremen je bil splovljen v Bremen v četrtek popoldne, 16. avgusta 1928, predsednik Nemčije, Paul von Hindenburg se je udeležil splovitve, le dan po splovitvi njene sestrske ladje Europe v Hamburgu. SS Bremen in njena sestrska ladja Europa sta bili za svoj čas najmodernejši linijski ladji. Visoka hitrost, udobje in razkošje na krovu so povzročile visoke zahteve tehničnega osebja. Vsaka ladja je potrebovala inženirsko posadko približno 170 moških. Tako, kot na ladji Europa, je imel tudi Bremen na glavni palubi med dvema dimnikoma parkirano manjše letalo, ki je omogočalo hitrejše prevažanje pošte. Letalo je vsakič iz ladje vzletelo nekaj ur pred odhodom ladje, pristalo pa je v letalski bazi v Bexenu. 
Bremen je bil dolg 286 m, širok 31 m, izpodrinil pa je 55,600 ton. Ladjo so poganjali štirje bronasti propelerji, imela pa je tudi štiri vodne parne turbine, ki so lahko ustvarile približno 135.000 konjskih moči. 

## Modri trak
Bremen naj bi v družbi ladje Europa opravil krstno čezatlantsko potovanje, vendar je Europa med opremljanjem doživela resen požar, zato je Bremen odpravil svojo krstno plovbo sam in odplul iz Bremerhaven v New York City pod poveljstvom kapitana Leopolda Ziegenbeina. 16. julija 1929 je ladja preplula svojo krstno plovbo v štirih dneh, 17 urah in 42 minutah ter podrla hitrostni rekord, ki ga je prej držala RMS Mauretania in osvojila prestižni modri trak za najhitrejše prečkanje Atlantika na zahod.
Na krstni plovbi ladje Bremen je tudi s palube prvič vzletelo poštno letalo tik pred odhodom ladje. Letalo Heinkel HE 12, ki sta ga pilotirala 27-letni pilot Luft Hansa in kopilot Jobst von Studnitz, je preletelo Atlantik in prispelo v New York nekaj ur preden je Bremen priplul v pristanišče. Na prvi povratni plovbi čez Atlantik v Evropo je Bremen ponovno osvojil modri trak za najhitrejše prečkanje Atlantika na vzhod. Bremen je Atlantik preplul v 4 dneh 14 urah in 30 minutah in je bila tudi prva ladja, ki je osvojila modri trak na prvi plovbi v Ameriko in na prvi plovbi v Evropo. Leta 1930 je modri trak osvojila njegova sestrska ladja Europa, leta 1935 pa ga je osvojil SS Normandie.

## Pred drugo svetovno vojno
Ko je nacizem pridobil oblast v Nemčiji, sta bila Bremen in njegov pomol v New Yorku pogosto prizorišče antinacističnih demonstracij. 26. julija 1935 se je skupina antinacističnih demonstrantov vkrcala na Bremen, tik preden je priplula in iztrgala nacistično zastavo ter jo vrgla v reko Hudson. Ker je bila zastava ladje s svastiko vržena v reko, so ameriške oblasti trdile, da noben simbol Nemčije ni bil poškodovan.
15. septembra 1935 je Nemčija spremenila svoj zakon o zastavi in tako odvzela status črno-belo-rdeče zastave cesarske Nemčije, s katero so nacisti ob prihodu na oblast črno-rdeče-zlato zastavo weimarske republike nadomestili kot nacionalno zastavo. 
Bremen je 11. februarja 1939 odplul na svojo prvo plovbo v Južno Ameriko in je bila prva tovrstna ladja, ki je prečkala Panamski kanal. 22. avgusta 1939 je ladja priplula v New York in s tem preplula svojo zadnjo plovbo čez Atlantik v ZDA. Po desetih letih službe je Bremen preplul 190 plovb čez Atlantik.

## Druga svetovna vojna
26. avgusta 1939 je Poljsko vrhovno poveljstvo Kriegsmarine vsem nemškim trgovskim ladjam ukazalo, da se nemudoma odpravijo v nemška pristanišča. Bremen je bil medtem na plovbi iz ZDA in dva dni oddaljen od New Yorka, ko je prejel naročilo. Kapitan ladje se je odločil, da ladjo usmerijo nazaj proti New Yorku in izkrcajo 1.770 potnikov. 30. avgusta 1939 je ladja izplula iz New Yorka brez potnikov in 1. septembra, sočasno z začetkom druge svetovne vojne, je dobila ukaz naj se odpravi v rusko pristanišče Murmansk. Ladja je v pristanišče priplula 6. septembra 1939. Po prihodu v pristanišče so ladji spremenili videz, da bi bila težje opažena iz zraka. Pobarvali in potemnili so ji okna in nadgradnjo, da bi ji zagotovili večjo varnost. Z začetkom zimske vojne med Finsko in Sovjetsko zvezo je Bremen 10. decembra 1939 odplul v Bremerhaven kamor je priplul 13. decembra. Na poti ga je opazila podmornica razreda S HMS Salmon, vendar se je kapitan podmornice odločil, da ne bo torpediral ladje, saj je menil, da ni prava tarča. Njegova odločitev, da ne bo napadel ladje Bremen, je verjetno zavlekla začetek neomejenega bojevanja podmornice. 
Bremen je bil uporabljen kot vojaška ladja; nameravali so jo uporabiti kot prevoz vojakov, kot predvidena invazicija v Veliko Britanijo. 16. marca 1941 je med preurejanjem, na ladji izbruhnil velik požar. Dolgotrajna preiskava je ugotovila, da je bil požig posledica osebne zamere in lastnikov ladje in ni bilo vojno dejanje. Leta 1942 so ladjo razrezali in razstavili do vodne črte, tako da je bilo jeklo mogoče uporabiti za strelivo. Po vojni so leta 1946 preostali trup pod vodno črto odvlekli v reko Weser, kjer so z strelivi potopili trup. Danes je na dnu vidnih veliko ostankov razbitine. 

## Galerija
- Profil ladje Bremen.